# Achel
Achel è una birra belga, ex trappista, prodotta al monastero di Notre-Dame di Sant-Benoît, ad Achel (provincia del Limburgo). L'industria della birra esiste dal 1850, e ne produce attualmente due varianti: una bionda e l'altra scura.
L'imbottigliamento è effettuato al birrificio Bios-Van Steenberge, a Ertvelde.
Achel era, fino all'inizio di gennaio 2021, una delle dodici birre che portano il logo esagonale di "Authentic Trappist Product".

## Storia
La storia del birrificio ha inizio nel 1648, quando i monaci olandesi costruiscono una cappella in Achel. La cappella viene trasformata in una abbazia nel 1686, ma viene distrutta durante il periodo della rivoluzione francese. Nel 1844 le rovine vengono ricostruite dai monaci di Westmalle e le varie attività agricole sono ricominciate. La prima birra ad essere fermentata sul luogo era la Patersvaatje, nel 1852, e 19 anni più tardi, nel 1871, il luogo si trasforma in un monastero di trappisti, dove iniziano la preparazione della birra normale.
Nel 1914 durante la prima guerra mondiale, i monaci devono lasciare l'abbazia a causa dell'occupazione tedesca. I tedeschi smantellano la fabbrica di birra nel 1917 per ricavarne approssimativamente 700 kg di rame. Nel 1998 i monaci decidono di ricominciare a fermentare la birra. I monaci della abbazia di Rochefort e di Westmalle aiutano nella costruzione del nuovo birrificio.
Nel 2001, la fabbrica di birra produce le birre Achel 8°.
Come tutte le altre fabbriche di birra Trappiste, le birre sono vendute per sostenere il monastero e le carità.
Nel gennaio 2021 ha perso il suo diritto a questa etichetta perché gli ultimi monaci del monastero si sono trasferiti all'abbazia di Westmalle.

## Prodotti
La birra Achel viene prodotte in cinque versioni:
- Achel Bionda 5°, con il 5% di alcool (vol.)
- Achel Scura 5°, con il 5% di alcool
- Achel Bionda 8°, con l'8% di alcool
- Achel Scura 8°, con l'8% di alcool
- Achel Extra 8°, Scura, con il 9,5% di alcool (solo in bottiglie da 75 cl)